# Schuppengrundkuckuck
Der Schuppengrundkuckuck (Neomorphus squamiger) ist eine Kuckucksart der Neotropis. Die Art wird teilweise als Unterart des Geoffroygrundkuckucks geführt.

## Merkmale
Der Schuppengrundkuckuck wird etwa 43 cm lang. Es gibt keinen Sexualdimorphismus. Äußerlich ähnelt er stark dem Tajazuikuckuck. Die Haube ist schwarz-blau glänzend gefärbt, Stirn und Brust sind bräunlich, wobei die Federspitzen dunkler gefärbt sind und dem Gefieder ein schuppenartiges Aussehen geben. Das schwarze Brustband ist im Gegensatz zum Tajazuikuckuck nur schwach ausgeprägt oder nicht vorhanden. Die Iris ist rot, um das Auge gibt es einen kobaltblauen federlosen Bereich. Der Schnabel ist grün-gelblich.

## Verbreitung und Lebensraum

Verbreitungsgebiet (grün) des Schuppengrundkuckucks in Brasilien

Der Schuppengrundkuckuck kommt in Zentralbrasilien entlang des Amazonas vor und bewohnt Tropische Regenwälder. Auf Grund der fortschreitenden Zerstörung des Habitats wird der Schuppengrundkuckuck seitens der IUCN als gefährdet eingestuft.

## Lebensweise
Der Schuppengrundkuckuck folgt, wie andere Vertreter der Gattung Neomorphus, Wanderameisen. Die Zusammensetzung des Nahrungsspektrums ist nicht bekannt. Vermutlich ist er wie die meisten anderen Erdkuckucke kein Brutparasit.

## Systematik
Der Schuppengrundkuckuck wird von einigen Autoren als Neomorphus geoffroyi squamiger als Unterart des Tajazuikuckucks geführt. Die Abgrenzung als eigene Art wird aufgrund von Unterschieden in der Gefiederfärbung vorgenommen. Es ist umstritten, ob eine Kontaktzone mit verschiedenen Unterarten des Tajazuikuckucks besteht. Die genaue Systematik bedarf weiterer Forschung.